# Qumaq Mangiuk Iyaituk
 (mars 2025).
Qumaq Mangiuk Iyaituk, née en 1954, est une artiste autochtone canadienne. Elle est Inuk, originaire d’Ivujivik un village situé à Nunavik, situé au Québec au Canada. Elle est artiste visuelle, auteure et enseignante d'ateliers artistiques qui a participé a plusieurs expositions au Canada.

## Biographie
Qumaq Mangiuk Iyaituk est une artiste autochtone impliquée dans les transmissions culturelles inuites à travers l’art et la littérature. Elle est située à Ivujivik et fait partie d’une grande famille ayant plusieurs arrière-petits-enfants et étant mère de quatre enfants avec son époux Mattiusi Iyaituk qui est sculpteur ,. Qumaq Mangiuk Iyaituk et Mattiusi Iyaituk possèdent une cabane de chasse à Ikirasaapik, située près d'Ivujivik, où ils passent souvent du temps à pêcher, chasser et sécher la viande pendant les mois d'été. Elle a aussi une soeur nommée Passa Mangiuk qui est aussi artiste.
Depuis son enfance Qumaq Mangiuk Iyaituk aimait dessiner et faire de la peinture. Toutefois, avec le temps, elle a mis de côté cette passion. Ce n’est que plus tard dans sa vie, après avoir suivi un atelier de peinture acrylique, qu’elle a redécouvert sa passion pour le dessin et la peinture. Sa formation auprès de l’artiste Lyne Bastien lui a permis d’apprendre sa technique de linogravure. Par la suite, elle s’est activement impliquée dans la communauté artistique inuite en participante à de nombreuses expositions et projet centre sur l’art inuit.

## Styles et techniques
Les œuvres de Qumaq comprennent des arts visuels tels que l’estampe, la linogravure, la peinture, le dessin. Ses arts sont inspirés par les contes traditionnels et les histoires de la vie inuite avec le but de la préservation du territoire et culture inuite. La chasse, la survie et l'apprentissage des ancêtres sont des thèmes centraux dans ses oeuvres.

## Œuvres principales
Qumaq a publié plusieurs livres pour la jeunesse avec l’objectif de préserver et transmettre les récits de tradition orale aux générations futures,.
Publications
- Iqalliatut, Publications Nunavik (2017)[5]
- Nanurtuq/Takusaijuuk Mikgianik, Publications Nunavik[6] (2017)
- Sipuuja can dress herself on her own, Publications Nunavik (2017)[7]

Arts visuels
- Feature Wall. Convergence North/South (2018). Murale d’estampe faisant partie d'une exposition des collections de linogravures[8].
- Maison construite à partir d'un flocon de neige. Résurgence: L’estampe au Nunavik (2021)[9]. L'une des soixante estampes sélectionnées pour ce catalogue qui reflètent profondément la culture du Nord, mettant en avant les traditions et les liens intergénérationnels. Le premier flocon de neige qui tombe porte une signification importante puisqu'il  symbolise la protection à venir. La neige symbolise la promesse d'un igloo et la sécurité et la chaleur qui l'accompagnent[10],[11].
- Qamutiq. Notre territoire, notre art (2022). Un des trois dessins qui illustrent les moyens de transport du nord tels que le canot. Ces dessins visent à souligner que créer et utiliser leurs propres moyens de transports et au cœur de la survie et le soutien des communautés inuits[12].

## Collections
Expositions collectives
- Septembre 2018: Convergence North/South, Fehenley Fine Arts à Toronto[8]
- Juin 2018: Illirijavut: Our values that are precious, McClure Gallery, Visual Arts Centre[13]
- Octobre 2021: Résurgence: L’estampe au Nunavik (2014-2019), Musée d’art de Joliette, QC[4]
- Décembre 2022: Notre territoire, notre art, Musée canadien de la nature, Ottawa, ON[14]

## Distinctions et récompenses
- Qumaq Mangiuk Iyaituk a reçu le prix national en lecture du ministère de l’Éducation du Québec pour le projet ᐃᓄᒐᒍᓪᓕᖅ L’inugagullirq en 2023. Ce projet visait à engager les élèves de Ivujivik a écrire et illustré un livre à partir des légendes inuites[15]. Qumaq Mangiuk Iyaituk avait racontée des histoires inuites aux élèves et les aidait à réaliser leurs linogravures pour ce livre [16].
- Qumaq Mangiuk Iyaituk a obtenu la bourse du Programme des arts et la littérature du Nunavik en 2010, 2013, 2014 et 2015[2].